# Miopía

Miopía y su corrección con una lente divergente

La miopía es una enfermedad de la refracción del ojo en el cual los rayos de luz paralelos convergen en un punto focal situado delante de la retina, en lugar de converger en la misma retina; es lo contrario de la hipermetropía, en la que los rayos de luz llegan a la retina antes de converger.
Puede definirse también como un exceso de potencia de refracción de los medios transparentes del ojo con respecto a su longitud, por lo que los rayos luminosos procedentes de objetos situados a cierta distancia del ojo convergen hacia un punto anterior a la retina. 
Una persona con miopía tiene dificultades para enfocar bien los objetos lejanos, lo que provoca déficit de agudeza visual y puede conducir también a dolores de cabeza, estrabismo, incomodidad visual e irritación del ojo.
La miopía es una enfermedad de la refracción o ametropía. Es el problema visual más común del mundo. En países con alta incidencia de miopía, como los Estados Unidos, aproximadamente el 25 al 40 % de la población tiene miopía.
La magnitud de la miopía se mide en dioptrías negativas.
La miopía se corrige con lentes divergentes, ya sean gafas o lentes de contacto. La miopía en los escolares y universitarios es progresiva en la mayoría de los casos y dicha progresión se puede aminorar hoy en día con tratamientos médicos que incluyen gotitas de atropina diluidas, anteojos especiales y lentes de contacto especiales también con sistemas de desenfoque periférico. Cuando la persona miope ya sea adulta y su miopía no progrese, se podrán usar anteojos, lentes de contacto o incluso realizar cirugía refractiva.

## Clasificación
Aunque son posibles diferentes clasificaciones, lo más usual es dividirla en dos grupos:
- Miopía simple: La graduación aumenta de a poco y no sobrepasa las 5 o 6 dioptrías y es de evolución limitada hasta los 22 o 24 años.
- Miopía patológica, también llamada miopía magna y miopía progresiva: La graduación sobrepasa las 6 dioptrías, se cree que está causada por una alteración en el desarrollo del segmento posterior del ojo, pueden aparecer diferentes complicaciones como la atrofia coriorretiniana, la maculopatía miópica y el desprendimiento de retina.[9]

## Patogénesis de la miopía

### Teorías

#### Factores genéticos
Hasta ahora, la hipótesis más aceptada era que la miopía es hereditaria. La propensión a la miopía de hijos de padres miopes es alta. El eje anterior/posterior del ojo miope es más largo que en los ojos no miopes, lo cual, provoca que la imagen se enfoque antes de llegar a la retina y cuando llega a ella ya está desenfocada. Aunque la genética tiene su importancia, últimamente se le da también importancia a los factores ambientales como la iluminacion, la exposición al aire libre y los hábitos de trabajo en cerca. Una revisión exhaustiva de la causa de la miopía, publicada en junio de 2021 concluye que el trabajo de cerca y las lentes correctoras causan la miopía y su progresión, aunque factores genéticos pueden ser la causa de la miopía inicial de baja graduación.

#### Factores ambientales y hábitos de trabajo en cerca
Los hábitos de trabajo en cerca o factores ambientales tienen cada vez un papel más importante en la subida de la miopía. En nuestra sociedad tecnológica es cada vez mayor el número de niños, adolescentes y adultos que incrementan el tiempo de trabajo de cerca ante teléfonos móviles, computadoras, pantallas de TV, tabletas digitales y otros instrumentos, así como el adoptar posturas indebidas cuando se realiza dicho trabajo. Por lo tanto, es posible prevenir la aparición de la miopía relacionada con malos hábitos de trabajo de cerca y mantener una visión sana para evitar un crecimiento axial anormal de nuestros ojos a consecuencia de un excesivo esfuerzo al enfocar de cerca, aunque es preciso recordar que en el siglo XXI mucha gente, quizá más de la mitad de la población mundial, morirá sin haber sido atendida jamás por un oftalmólogo o un optometrista. En modelos animales se ha demostrado que el ojo compensa el desenfoque causado por una lente negativa alargándose. El mecanismo fisiológico responsable de esta elongación del ojo ha sido develado por Frank Schaeffel cuando descubrió que la aberración cromatica del ojo es usada por la retina para detectar el plano de la imagen, un mecanismo está demostrado y descrito con precisión matemática en humanos.

#### Combinación de factores genéticos y ambientales
Una susceptibilidad genética sumada a factores ambientales ha sido postulada como explicación a los diversos grados de miopía en diferentes poblaciones. Medina demostró que la miopía es un proceso realimentado en donde factores genéticos y ambientales pueden coexistir.

## Complicaciones
Las personas que presentan una miopía elevada están más predispuestas que la población general a diferentes enfermedades oculares, entre las que se pueden citar:
- El glaucoma (aumento de la presión intraocular).
- La catarata u opacidad del cristalino. La catarata en el paciente miope puede aparecer en edades más tempranas de lo habitual.
- El desprendimiento de retina.
- Maculopatía.  Es una degeneración de la zona más sensible de la retina, la mácula. La maculopatía miópica puede presentarse en pacientes con más de 6 dioptrías.
- Mancha de Fuchs. Es una lesión de color oscuro que afecta a la zona de la mácula.
- Las miodesopsias o moscas volantes, que son opacidades del humor vítreo y que, con el paso del tiempo se reflejan en la retina.

Por ello se aconseja que aquellas personas que presenten una miopía con graduación superior a 6 dioptrías, sean sometidas a revisiones periódicas que deberían incluir no solo la agudeza visual, sino la medida de la presión intraocular y una valoración con oftalmoscopio.

## Prevención y control
Los métodos de control de miopía tienen como finalidad retener el crecimiento excesivo de la longitud antero-posterior del globo ocular para en la edad adulta reducir el riesgo de patologías oculares. La longitud axial se correlaciona muy estrechamente con la progresión de la miopía al observar estudios en los que pueden medir tanto la longitud axial como el error de refracción. La miopía se asocia con afecciones que amenazan la visión, como cataratas, glaucoma primario de ángulo abierto, desprendimiento de retina, maculopatía miópica y membranas neovasculares coroideas. Cuanto mayor es el grado de miopía, mayor es el riesgo de padecer estas afecciones. Por lo tanto, reducir la progresión de la miopía de un individuo también reduce el riesgo de estas afecciones que amenazan la visión en la edad adulta.

#### 1- Medidas ambientales
Se recomienda un mínimo de dos horas de actividades en el exterior, descansar cada 20 minutos cuando se realizan actividades en visión próxima mirando 20 segundos a 20 pies de distancia (el equivalente a 6 metros de longitud) más conocida como la regla 20/20/20; limitar el uso de dispositivos digitales y alejar el texto y objeto al menos a 30 cm. No se sabe el mecanismo exacto, pero se cree que la luz natural segrega y sintetiza neurotransmisores y hormonas como la dopamina que refuerza el entrecruzamiento de las fibras de colágeno de la esclera y retiene el crecimiento de la longitud axial.

#### 2- Métodos farmacológicos
Las sustancias más habituales empleadas en diferentes ensayos clínicos son la atropina y la pirenzepina. Aún no está claro cómo la atropina frena la progresión de la miopía. Estudios anteriores han sugerido que esto puede deberse a los efectos de la atropina sobre la acomodación del cristalino, mientras que estudios posteriores han demostrado que los efectos de la atropina sobre la miopía se producen a través de una vía no acomodativa en la retina o la esclerótica. No existe un consenso en cuanto a la dosis empleada, siendo el efecto rebote mayor cuanto más es la dosis empleada durante el tratamiento. El efecto rebote consiste en una tasa de progresión más rápida de la miopía al interrumpir el tratamiento con atropina en comparación con la progresión durante el tratamiento con respecto a un tratamiento control. Este rebote ocurre sobre todo en los primeros 6 meses tras suspender el tratamiento.
Tienen el inconveniente que aunque se utilicen a bajas concentraciones produce un efecto dilatador de la pupila durante el día que puede afectar en condiciones de alta luminosidad ya que algunos pacientes pueden mostrar problemas de adaptación a ambientes lumínicos altos, y al paralizar la acomodación puede afectar a las tareas visuales de cerca.

#### 3- Lentes oftálmicas
Las lentes de adición progresiva tienen una eficacia limitada en el control de la miopía en niños, por lo que se deben considerar otras opciones de control de la miopía. Sin embargo, las lentes progresivas pueden hacer que un paciente con problemas de acomodación se sienta más cómodo, pero no hay evidencia de que esto frene la progresión de la miopía. Los diseños actuales se basan en la teoría del desenfoque competitivo simultáneo, en la cual se ha comprobado que la corrección con lentes monofocales existe una visión nítida en la retina central pero un desenfoque hipermetrópico en la retina periférica, lo que produce una cascada de señales que aumenta la longitud axial para que la retina periférica este enfocada. Los métodos actuales consisten en una visión corregida central y un desenfoque miópico en la periferia para provocar una señal de enfoque que no produzca el elongamiento de la retina buscando ese enfoque periférico.
- Tecnología D.I.M.S. (Defocus Incorporated Multiple Segments) de Hoya: con el nombre comercial de MyoSmart, Comprende una zona óptica central (9 mm de diámetro) para corregir errores refractivos a distancia, y una zona focal múltiple anular con múltiples segmentos de 33 mm de diámetro que tienen un poder relativo positivo de +3,50 dp. El diámetro de cada segmento es de 1,03 mm.
- Diseño MyoCare de Zeiss: posee una zona central con una visión clara y nítida, y rodeándola incorpora una zona funcional que se expande hasta la periferia de la lente. Con la incorporación de la tecnología C.A.R.E. (elementos refractivos anulares cilíndricos) destinada a emitir una señal de detención para ralentizar la progresión del alargamiento axial. Consiste en la alternancia de zonas de desenfoque y corrección en forma de anillo en la superficie frontal, que se expanden hacia la periferia del lente, y la tecnología ClearFocus design tiene como objetivo de eliminar la señal de crecimiento, la superficie posterior optimizada proporciona la corrección refractiva, así como el desenfoque miópico previsto del paciente en todas las direcciones de la mirada. Dispone de dos diseños: MyoCare, con una zona central de 7 mm y una potencia superficial adicional de +4,60 dp recomendado para niños menores de 10 años; y MyoCare S, un diseño más suave con una zona central de 9 mm y una potencia superficial adicional de +3,80 dp indicado para niños mayores de 10 años.
- Tecnología D.O.T. (Diffusion Optics Technology) con el nombre comercial de SightGlass: incorporan miles de micropuntos que dispersan suavemente la luz para reducir el contraste en la retina dispersando suavemente la luz antes de que la retina detecte el contraste artificial y le indique al ojo que se alargue.
- Tecnología H.A.L.T (Highly Aspherical Lenslets Target) de Essilor, con el nombre comercial de Stellest: la lente tiene una zona central de visión única y una constelación de 1.021 lentes invisibles alrededor de la lente.
- Diseño Superkids Miofocal de Indo: Tiene un diseño asimétrico de adición en horizontal de la lente basado en la teoría de que el crecimiento de la retina temporal es más elevado que la retina nasal. El desenfoque inducido es asimétrico, de forma que se adecúa a las características de la retina. En la zona nasal, el desenfoque empieza a los 6 mm del centro, alcanzando su valor máximo de +2,00 D a 25 mm del centro óptico. Por otra parte, en la zona temporal, el desenfoque se induce mediante una adición progresiva que comienza a 4 mm del centro geométrico, alcanzando su valor máximo de +2,50 D a 25 mm del centro óptico. Por lo tanto, existe un mayor desenfoque en la zona temporal basado en la evidencia de que la retina temporal se alarga más que la nasal.
- Lentes bifocales con prisma: Las lentes bifocales se fundamentan en reducir el esfuerzo acomodativo ejercido en tareas de cerca. Permiten la corrección completa de la miopía en visión de lejos y a su vez compensar el exceso acomodativo en visión próxima. Esto es posible debido a su diseño, ya que incorporan potencia adicional en la zona inferior de la lente. Conviene señalar que no permiten un control de la acomodación, así como de ofrecer una visión clara en todas las distancias.
Hay escasa evidencia con relación a la ralentización de la miopía o a longitud axial incluso en presencia de un alto retraso acomodativo (LAG) o exoforia en visión próxima por lo que no resulta suficiente para justificar su prescripción.

#### 4- Lentes de contacto blandas
En un principio se han utilizado diseños de lentes multifocales centro-lejos con la adición en la periferia de lente para provocar un desenfoque miópico periférico.
Actualmente hay diseños específicos de desenfoque periférico:
- Lente MiSight de Coopervision: es una lente de contacto desechable diaria con dos zonas de corrección (corrección refractiva) y dos zonas de tratamieno con una potencia de +2,00 dp de desenfoque miópico.
- Lente Mylo de Mark´Ennovy: Es una lente de contacto desechable mensual que está diseñada con la tecnología de Profundidad de Foco Extendida (EDOF), por las siglas en inglés de Extended Depth of Focus, patentada por el Instituto de la Visión Brien Holden. Tiene un perfil de potencia refractivo, no monotónico y aperiódico a lo largo del diámetro de zona óptica.
- Lente Esencia de Tiedra: Lente de reemplazo trimestral compuesta por hioxifilcon B con 50 por ciento de contenido de agua de diseño multifocal con una zona óptica central para compensar la miopía y una zona óptica periférica de +2,00 dp que modifica el desenfoque retiniano periférico como método para reducir o eliminar los factores visuales que impulsan la progresión miópica y, por tanto controlar la progresión. La superficie posterior de la lente presenta un aplanamiento central y una inclinación periférica para promover el centrado de la lente y optimizar el desenfoque periférico.
- Lente SEED de Eurolent: La lente SEED 1dayPure EDOF adopta la tecnología EDOF (Extended Depth of Focus), Es una lente de contacto desechable diaria de material hidrogel. Se fabrican en tres diseños de lentes para tres rangos diferentes de profundidad de enfoque, con adiciones de +0,75 dp, +1,50 dp y +2,25 dp.
- Lente Bloom day de Menicon: Es una lente de contacto desechable diarias con marcado CE para control de miopía con tecnología EDOF.
- Lente Byo Premium de Interlenco: Lente de contacto de hidrogel de silicona de reemplazo trimestral con un desenfoque miópico de +2,00 dp disponible en versión tórica con combinación de estabilización prismática y dinámica.
- Lente Amiopyc: Lente de hidrogel de reemplazo mensual, trimestral o anual. Tienen zonas ópticas centrales traseras y delanteras únicas de 8 mm de diámetro con una zona apical central con la potencia para la visión de lejos. El diseño progresivo proporciona una potencia de adición creciente que alcanza +2,00 dp de potencia de adición, lo que correspondió a aproximadamente 35 grados de excentricidad retiniana y llegando a aproximadamente +6,00 dp de potencia de adición más en el borde de la zona óptica.

#### 5- Lentes de contacto rígidas permeables a los gases (RPG)
Los estudios arrojan escasa evidencia científica como método de control de miopía siendo sus resultados inferiores a la mayoría de las otras intervenciones en comparaciones por pares sin efectos estadísticamente significativos.

#### 6- Ortoqueratología
También llamada orto-k consiste en el uso de lentes de contacto permeables al gas mientras se duerme y se retiran al despertar. Crean un cambio temporal en la forma de la córnea para corregir cantidades bajas a moderadas de miopía y astigmatismo y no es necesario utilizar gafas ni lentillas durante el día. Las características comunes de las lentes orto-k son un diámetro mayor, una zona de tratamiento pequeña llamada zona óptica y una curva secundaria o inversa más pronunciada que la curva base. La lente induce el desenfoque miope periférico a lo largo de los meridianos horizontales y verticales. Este aumento del desenfoque miope junto con una reducción del desenfoque hipermétrope periférico conduce a una disminución del estímulo para el crecimiento ocular, deteniendo así la progresión de la miopía.
Se ha demostrado que orto-k reduce la progresión de la miopía al ralentizar el alargamiento de la longitud axial en poco menos del 50%, oscilando entre 41 y 45% en la mayoría de los metanálisis.

#### 7 - Fototerapia de luz roja de baja intensidad
La evidencia de varios ensayos clínicos indica que la exposición repetida a la luz roja de bajo nivel (RLRL) ha controlado significativamente la progresión de la miopía en los niños que reciben la terapia en comparación con los controles. Además, la fototerapia diaria por la mañana utilizando un dispositivo de fototerapia portátil parece ser una estrategia de tratamiento no invasiva prometedora para controlar el crecimiento ocular. El tratamiento consiste en un dispositivo de fototerapia de escritorio que emite luz roja con una longitud de onda de 650 nm a un nivel de iluminancia de aproximadamente 1600 lux y una potencia de 0,29 mW (clasificación de clase I) que se administra en casa del paciente bajo supervisión de los padres durante 3 minutos por sesión, dos veces al día con un intervalo mínimo de 4 horas, 5 días a la semana. Es un tratamiento alternativo prometedor para el control de la miopía en niños con buena aceptabilidad por parte del usuario y sin daños funcionales o estructurales documentados.

#### 8 - Tratamiento combinado
Cuando un sujeto experimenta una subida de la graduación por encima de la esperada se le considera que es poco respondedor o no respondedor y se opta por combinar tratamientos ópticos y farmacológicos donde los resultados muestran un aumento de la eficacia tanto ralentizando la graduación como el crecimiento de la longitud axial. Los resultados de ensayos clínicos aleatorizados recientes publicados a partir del año 2020 han sido consistentes con investigaciones anteriores, indicando que un tratamiento combinado es más efectivo que la monoterapia para frenar la progresión de la miopía.
Si bien hay amplias investigaciones sobre el tema del control de la miopía y se han respondido muchas preguntas se necesita más investigación para comprender completamente la patogénesis de la miopía. Ningún tratamiento es 100% efectivo para frenar la velocidad de progresión de la miopía siendo imperativo optimizar los planes de tratamiento para cada paciente. El objetivo general es prevenir complicaciones que amenacen la visión en individuos miopes adultos.

## Tratamiento
Para que los miopes puedan enfocar los objetos lejanos sobre la retina, se debe interponer entre ésta y el objeto una lente divergente o negativa, ya sea en la forma de  gafas, lente de contacto (lentillas) o lente intraocular. 
Cuando la miopía ya esta detenida en el adulto, otra posibilidad es alterar el valor dióptrico de la córnea reduciendo su espesor mediante cirugía con láser. Se pueden aplicar varias técnicas, como la PKR, LASIK, LASEK, EPILASIK o RELEX-SMILE. Cuando no es posible la cirugía láser para corregir el defecto y el paciente no desea utilizar gafas ni lentillas, puede realizarse una intervención mediante la cual se coloca una lente intraocular.
Tal vez lo más importante en el tratamiento médico de la miopía de los escolares y adolescentes sea la prevención de su progresion a valores altos de miopía para evitar la posible lesión macular y el desprendimiento de retina que afectan a las altas miopías en la Edad Media de la vida. Para ello los tramientos preventivos están basados en combinaciones de gotas de atropina diluida al 0.01% (o similar) y antejos y lentes de contacto especiales que desenfocan la periferia del campo visual.
Desde hace más de 30 años también se utilizan lentes de contacto nocturnas que moldean la córnea y modifican su poder dióptrico por la presión que ejercen. Estas lentes se quitan al despertarse por la mañana y el paciente puede ver perfectamente durante todo el día sin necesidad de gafas ni lentes de contacto. El tratamiento se conoce como ortoqueratología. Se ha posicionado como una de los tratamientos más efectivos para controlar la subida de miopía en niños y adolescentes, ya que numerosos estudios muestran que ralentiza la subida de miopía hasta en un 43%. El efecto de la ortoqueratología (orto-k) es reversible si el paciente deja de usar las lentillas por la noche. En adultos se ha mostrado como una alternativa real a la cirugía refractiva.
Cuando hay una gran diferencia de refracción entre un ojo y otro (anisometría), el ojo de mayor graduación corre el peligro de no desarrollar por completo su potencial. El uso de la corrección adecuada puede mejorar la visión del ojo afectado si se realiza durante la infancia, antes de que termine el desarrollo visual. 
En toda persona, incluso hipermétrope o emétrope, el ojo crece acompañando el ritmo de crecimiento corporal hasta una determinada edad. En los ojos miopes el eje anterior también aumenta con el crecimiento y por lo tanto aumenta la magnitud de la miopía. Además el trabajo prolongado en visión de cerca se ha revelado como un factor importante en la subida de la miopía (no solo en niños), también el desenfoque hipermetrópico periférico estimula el crecimiento axial del ojo y, por lo tanto, una subida de miopía. Es necesario recordar que la función tanto de gafas como de lentes de contacto es conseguir una visión correcta mientras se usan, aunque no tienen ningún efecto en la ralentización de la miopía.
En la actualidad se están adaptando para el control de la miopía lentes de contacto blandas con desenfoque periférico, con muy buenos resultados.
En los últimos años la miopía se ha convertido en una epidemia en países orientales con más de un 80% de niños y adolescentes miopes. Para evitarlo, los profesionales de la visión recomiendan a los niños y adolescentes unas normas de higiene visual en el trabajo de cerca, en cuanto a mantener una adecuada distancia de lectura, buena iluminación y postura, así como realizar descansos cada cierto tiempo de lectura y practicar deportes al aire libre bajo la luz natural del día. Además de esto, como decíamos, los oftalmolgos prescriben anteojos especiales para control de miopía y también gotitas de atropina diluida en general al 0.01%, ambos tratamientos que se pueden combinar y que son muy efectivos a la hora de detener el avance de la miopía.